# Rui Jorge
Rui Jorge de Sousa Dias Oliveira (wym. [ˈʁui ˈʒɔɾʒ(ɨ)]; ur. 27 marca 1973 w Vila Nova de Gaia) – portugalski piłkarz występujący na pozycji obrońcy. Grał w Sportingu CP, FC Porto i CF Os Belenenses. Z reprezentacją Portugalii grał na Mistrzostwach Europy 2000, Mistrzostwach Świata 2002 oraz Euro 2004. Od 2009 roku jest trenerem CF Os Belenenses.

## Odznaczenia
- Oficer Orderu Infanta Henryka – 2004[1]